# Coordinadora de Presos en Lucha
La Coordinadora de Presos en Lucha (COPEL) fue un movimiento político surgido en Madrid a finales de 1976 por un grupo de presos sociales cuyo objetivo era conseguir una amnistía o indulto general (en lugar de únicamente para personas presas por su actividad política) y transformar la vida dentro de las cárceles. En paralelo a sus acciones, en distintas ciudades se organizaron comités de apoyo a la COPEL, que colaboraron con distintos movimientos y protestas para amplificar las demandas de los presos.
El movimiento se inició en 1976 tras un mediático motín en la cárcel de Carabanchel, al que siguieron otros motines y acciones de denuncia como huelgas de hambre y autolesiones en distintos puntos de todo el Estado.En 1978 el militante anarquista Agustín Rueda, miembro prominente de COPEL, fue torturado y asesinado por funcionarios de prisiones en esta cárcel en represión por su actividad en el colectivo y un intento de fuga fallido.Tras la promulgación de una nueva ley penitenciaria y un nuevo director de Instituciones Penitenciarias, así como la represión continuada, la actividad del movimiento disminuyó hasta desaparecer en 1979.
Durante su corta actividad llevaron a cabo 41 motines en cárceles de toda España, once huelgas de hambre, más de 400 autolesionados, muchos como parte de acciones simultáneas de denuncia, decenas de fugas y tres presos muertos en incendios de las prisiones. Asimismo, lograron una importante visibilidad mediática para sus demandas y tejieron redes de apoyo externo con distintos colectivos y movimientos, principalmente del ámbito libertario.

## Contexto
A mediados de los años setenta estaban activos en Barcelona comités de apoyo a presos, inspirados y en contacto con movimientos como el Grupo de Información sobre las Prisiones, creado en 1971 en Francia con el apoyo del filósofo Michel Foucault.En noviembre de 1976 un grupo de ex-presos publicó el boletín ¡Quienes no han tenido jamás el «derecho» a la palabra, la toman ya!, que dio lugar al Colectivo Margen, de tendencia libertaria y foucaultiana. En paralelo a estas críticas a la institución de la prisión y su carácter disciplinario, aumentaba el malestar en las cárceles por las condiciones represivas e insalubres de las prisiones, así como la exclusión de los presos sociales de los indultos del Gobierno de Adolfo Suárez. 
En 1977 y tras protestas masivas, el Gobierno de Adolfo Suárez aprobó una Ley de amnistía para personas presas debido a su actividad política. No obstante, esta excluyó a los conocidos como "presos sociales", que incluían aquellos condenados por delitos comunes o en aplicación de la Ley de peligrosidad social o el delito de escándalo público, que perseguían a personas LGBT+, trabajadores sexuales, personas sin techo o usuarios de drogas, entre otras.Ello dio pie a la eclosión de la actividad de la COPEL, que desde verano del año anterior había desarrollado labores de concienciación y organización interna con el apoyo de la asociación de familiares de presos (AFAPE).

## Reivindicaciones
El 23 de enero de 1977, la COPEL publicó un comunicado en el que exponía sus reivindicaciones concretas y la filosofía que inspiraba a sus participantes y militantes:
- Amnistía o indulto general
- Abolición de las torturas y los malos tratos que violan los derechos humanos
- Una alimentación decente
- Una sanidad efectiva
- Supresión de los castigos disciplinarios en los aislamientos indefinidos
- Un régimen de visitas no humillante para los presos y sus familias o amigos
- La creación de visitas íntimas
- Fin de la censura de la correspondencia
- Reforma del Código Penal para adecuar las penas a la realidad social
- Un trabajo remunerado dignamente
- Derogación de la Ley de Peligrosidad Social
- Acceso a la educación y derecho a tener bibliotecas
- Mejoras de las instalaciones carcelarias
- Derecho a poder salir en libertad condicional
- Redenciones de pena por trabajo para todos los presos por igual[10]

## Actividad y protestas
Desde febrero de 1977 se organizaron diversas acciones reivindicativas decididas de forma asamblearia, como la jornada de solidaridad con los presos en la Facultad de Ciencias de la Información de Madrid el 3 de marzo de 1977 en la que participó un miembro de la COPEL y para la que se consiguió el apoyo de José Luis López Aranguren, Chicho Sánchez Ferlosio, Agustín García Calvo y Fernando Savater.En paralelo se fundó la Asociación de Familiares y Amigos de Presos y Ex-Presos (AFAPE) y comités de apoyo a la COPEL creados en distintas ciudades para difundir y apoyar desde el exterior las reivindicaciones de los presos.La coordinadora también contó con el apoyo de la Confederación Nacional del Trabajo y el Sindicato Democrático de Prisiones.
La acción más sonada de la coordinadora fue el motín organizado en la prisión de Carabanchel el 18 de julio de 1977, durante el cual varios presos fueron al tejado de la prisión con una pancarta y el escudo de la COPEL, y cuando entraron los antimotines, alrededor de 800 presos subieron al tejado gritando Amnistía, mientras otros se cortaron las venas con el fin de ser enviados al hospital. El motín fue sofocado cuatro después y las autoridades trasladaron a los presos que se subieron al tejado del penal de Cartagena, igualmente hubo cortes de venas en Córdoba, y a otros como el de Burgos, Ocaña y Dueso. Sin embargo, los motines se extendieron a prisiones de Cataluña, Euskadi, Andalucía, Aragón y Extremadura, y el movimiento y sus apoyos continuaron creciendo, con destacados artistas, políticos y sindicalistas apoyando la amnistía general.
El 13 de marzo de 1978 el anarquista catalán y miembro de la COPEL Agustín Rueda Sierra murió como resultado de las torturas infligidas en la prisión de Carabanchel. Como resultado del escándalo, el director de la prisión fue destituido y se nombró a Jesús Haddad como nuevo Director general de Instituciones Penitenciarias. A finales de ese año se aprobó la eliminación de la homosexualidad de la Ley de peligrosidad social, y el año siguiente una Ley General Penitenciaria que recogía algunas de las reivindicaciones de la COPEL.A pesar de la oposición del movimiento a lo que calificó de "pseudorreforma" y "mero eslogan publicitario", en los meses siguientes la actividad reivindicativa de los presos comunes disminuyó y finalmente se disolvió.

## En el cine
En 2018 se estrenó el documental COPEL: una historia de rebeldía y dignidad, dirigido y protagonizado por antiguos miembros del movimiento. En 2022 se estrenó la película Modelo 77, dirigida por Alberto Rodríguez con Miguel Herrán y Javier Gutiérrez como protagonistas, que recreaba el contexto y acciones de la COPEL en el año 1977 en la Cárcel Modelo de Barcelona.